# Zelotes baltoroi
Zelotes baltoroi este o specie de păianjeni din genul Zelotes, familia Gnaphosidae, descrisă de Caporiacco, 1934. Conform Catalogue of Life specia Zelotes baltoroi nu are subspecii cunoscute.